# Marie-Scheele-Haus

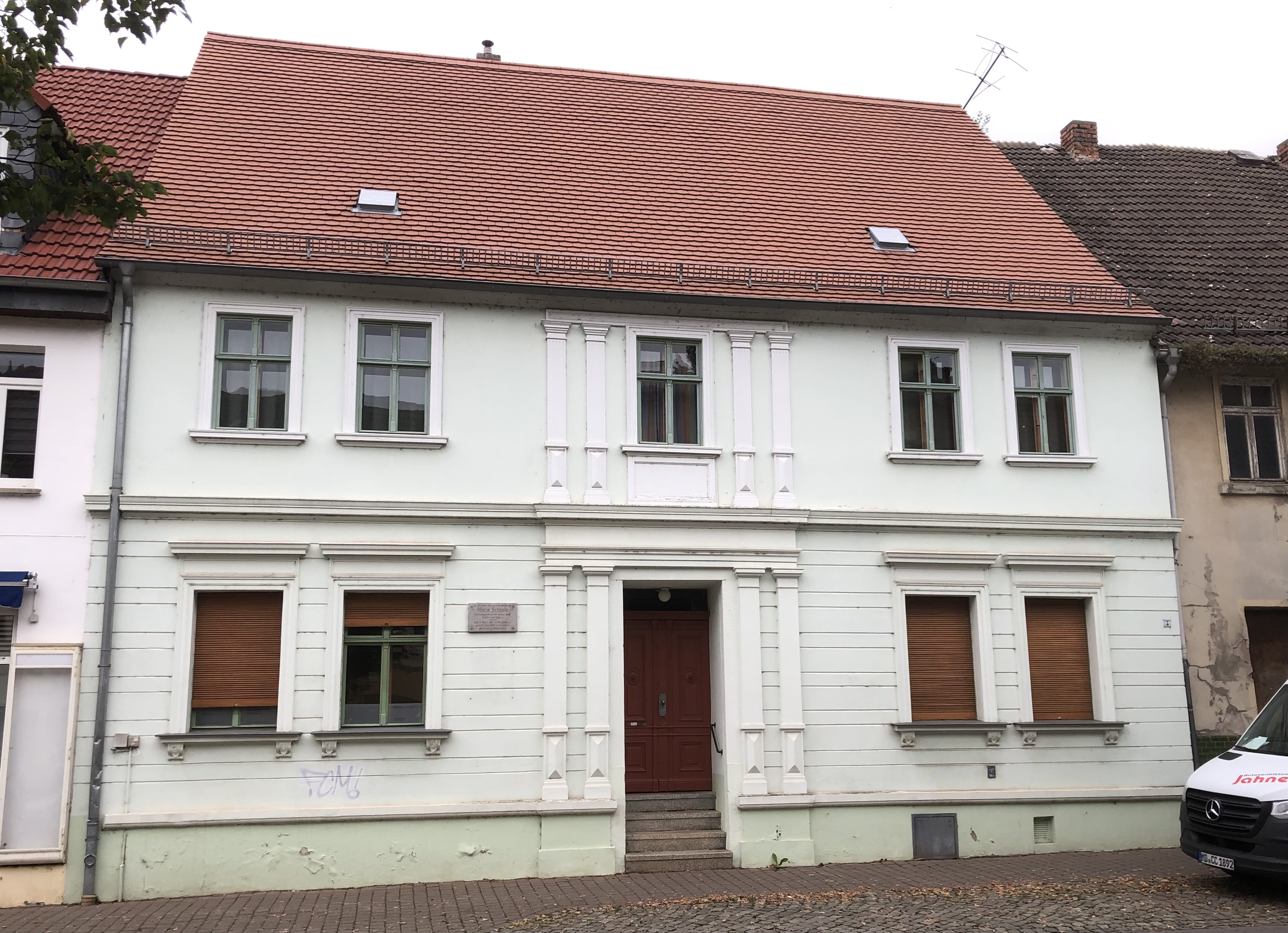
Marie-Scheele-Haus, 2021

Das Marie-Scheele-Haus ist ein denkmalgeschütztes Wohnhaus in Calbe (Saale) in Sachsen-Anhalt.

## Lage
Das Gebäude befindet sich in der Innenstadt von Calbe (Saale) auf der Westseite der Schloßstraße, gegenüber der Einmündung der Badergasse an der Adresse Schloßstraße 106. In der Zeit der DDR lautete die Adressierung Leninstraße 106.

## Architektur und Geschichte
Der zweigeschossige Bau steht traufständig zur Straße. Die Fassade ist fünfachsig ausgeführt, wobei die mittlere Achse sowohl im Erd- als auch im Obergeschoss mit Pilastern besonders betont ist. Dort ist auch die Hauseingangstür angeordnet, zu der eine vierstufige Treppe führt.
Im Haus verlebte die spätere Schriftstellerin und Mitbegründerin der Neinstedter Anstalten, Marie Scheele, verheiratete Nathusius (1817–1857) ab 1818 ihre Jugendzeit. Hieran erinnert eine links der Eingangstür angebrachte Gedenktafel. Der Name des Gebäudes geht auf sie zurück.
Im örtlichen Denkmalverzeichnis ist das Wohnhaus unter der Erfassungsnummer 094 61093 als Baudenkmal verzeichnet.